# Charité Campus Benjamin Franklin
Der Charité Campus Benjamin Franklin (CBF) ist ein Klinikum der Vollversorgung. Seit 2003 gehört es zum Verbund der Charité. Zurück geht das Klinikum auf das 1968 eröffnete Klinikum Steglitz der Freien Universität Berlin. Es liegt im Berliner Ortsteil Lichterfelde des Bezirks Steglitz-Zehlendorf (bis 2001: Bezirk Steglitz).

## Geschichte
Das Klinikum war nach dem Zweiten Weltkrieg der erste große Krankenhauskomplex in Europa, der als Kompaktbau sämtliche Institute, fast alle Kliniken und Hörsäle in einem Gebäude vereinte. Das damalige Klinikum Steglitz stellte einen Gegenentwurf zum verbreiteten Pavillonstil dar.
Das Architekturbüro Curtis & Davis aus New Orleans hat das Klinikumgebäude entworfen. Beteiligt war der Berliner Architekt Franz Mocken.
Nach dem Mauerfall und dem schrittweisen Zusammenwachsen von Berliner Strukturen wurde das Klinikum Steglitz 1994 in Universitätsklinikum Benjamin Franklin (UKBF) zu Ehren des US-amerikanischen Staatsmannes Benjamin Franklin (1706–1790) umbenannt. Die Namensänderung würdigt das finanzielle amerikanische Engagement beim Bau des Klinikums, namentlich der Benjamin-Franklin-Stiftung. An den Baukosten beteiligten sich zu rund einem Fünftel die USA.
Im Jahr 2003 fusionierte das UKBF mit der Charité. Es gehört im 21. Jahrhundert zum Campus Benjamin Franklin (CBF).

## Medizinische Versorgung (Auswahl)

### Teilbereiche
Zu den Kliniken, Zentren und Arbeitsbereichen auf dem Campus Benjamin Franklin gehören (Stand: Oktober 2020):
- Zentrale Notaufnahme (ohne pädiatrische Versorgung)
- Klinik für Allgemein-, Viszeral- und Gefäßchirurgie
- Klinik für Unfallchirurgie und Wiederherstellungschirurgie
- Klinik für Mund-Kiefer-Gesichtschirurgie
- Klinik für Hals-Nasen-Ohren-Heilkunde
- Klinik für Anästhesiologie mit Schwerpunkt operative Intensivmedizin (CBF)
- Klinik für Nephrologie und internistische Intensivmedizin
- Klinik für Gastroenterologie (Schwerpunkt entzündliche Darmerkrankungen), Rheumatologie und Infektiologie
- Klinik für Kardiologie
- Klinik für Pulmonologie
- Klinik für Hämatologie und Onkologie
- Klinik für Neurologie
- Klinik für Augenheilkunde
- Klinik für Dermatologie
- Klinik für Geriatrie und Altersmedizin
- Medizinische Klinik mit Schwerpunkt Psychosomatik
- Klinik für Psychiatrie und Psychotherapie
- Arbeitsbereich Physikalische Medizin
- Institut für Hygiene und Umweltmedizin
- Institut für Medizinische Informatik.

### BerlinProtonen
Zu den speziellen Einrichtungen des Campus Benjamin Franklin gehört BerlinProtonen, das Zentrum für die Protonentherapie von Augentumoren an der Charité. Die Protonenbestrahlungen werden in Kooperation mit dem Helmholtz-Zentrum Berlin am dortigen Protonenbeschleuniger in Berlin-Wannsee durchgeführt. BerlinProtonen ist dem Charité Comprehensive Cancer Center (CCCC) angegliedert.

## Architektur
Der rechteckige Grundriss ist in Ost-West-Richtung angelegt, auf der nördlichen Breitseite befindet sich der Eingang Nord von der Klingsorstraße, auf der Schmalseite gibt es den Eingang West vom Hindenburgdamm.
Quer über den Erdgeschossbereich sind die anderen Teile des Klinikums angeordnet, die auf beiden Seiten über den Grundriss hinausragen und nach Intention der Architekten in ihrer Struktur an die menschliche Wirbelsäule erinnern. Dieser sogenannte ‚Screen‘ in Kombination mit der schlichten Fassade ist auch der Hauptgrund dafür, dass das Universitätsklinikum Benjamin Franklin 2012 unter Denkmalschutz gestellt wurde. Im Jahr 2025 wurde dann entschieden, den Rückbau des Screens einzuleiten. Das CBF nannte als Grund, dass der Rückbau dem Schutz der Beschäftigten, Patienten und Besuchern diene. Ein Statik-Gutachten hatte die starken Alterungserscheinungen der Fassadenelemente und die damit verbundene Gefährdung der Verkehrssicherheit festgestellt. Die Denkmalschutzbehörde hat ihrerseits die Notwendigkeit dieser Maßnahme nachvollzogen und genehmigt – Referenzachsen bleiben erhalten.
Direkt im Haupthaus befinden sich nach wie vor mehrere Hörsäle der Medizinischen Fakultät der Freien Universität Berlin.

## Trivia
Der Rettungshubschrauber Christoph 31, der als Rettungshubschrauber mit den weltweit meisten Luftrettungseinsätzen pro Tag gilt, ist seit 1987 am Klinikum stationiert.